# Eterofonia
L'eterofonia è una particolare forma di polifonia nella quale più musicisti eseguono contemporaneamente la stessa melodia, uno di loro rispettandone la forma originale e gli altri introducendovi piccole variazioni e ornamentazioni. Tali variazioni possono essere codificate o improvvisate.
Si tratta di un procedimento tipico delle civiltà musicali extraeuropee, per esempio quelle est-asiatiche o del mondo arabo, ma già in uso nell'antica Grecia. Il gamelan giavanese e il gagaku giapponese ne sono esempi paradigmatici attuali.